# بابک احمدی
بابک احمدی (زادهٔ ۱۳۲۷ در تهران) نویسنده، مترجم، منتقد هنری و پژوهش‌گر ایرانی است. آثار وی از پرفروش‌های بازار کتاب‌های فلسفی ایران است و بیشتر آن‌ها توسط ماهنامهٔ فیلم و نشر مرکز چاپ شده است.

## زندگی
بابک احمدی به سالِ ۱۳۲۷ در تهران زاده‌شد و همان‌جا زندگی می‌کند. او، ۱۳۴۹ از دانشگاه تهران، مدرک کارشناسی علوم سیاسی گرفت. سپس برای ادامه تحصیل به پنسیلوانیا در آمریکا رفت و در کارشناسی ارشد فلسفه از دانشگاه پنسیلوانیا فارغ‌التحصیل شد. احمدی از ۱۳۵۳ تا ۱۳۵۴ را در لندن و سپس تا بهمن ۱۳۵۷ را در پاریس گذرانده‌است.

## فعالیت سیاسی
او فعالیت سیاسی علیه حکومت محمدرضا پهلوی داشته‌است.

## جایزه‌ها و افتخارات
- کتاب ساختار و تأویل متن او در نهمین دورهٔ جایزه کتاب سال ایران، در بخش هنر شایستهٔ تقدیر شد.[۶]
- کتاب حقیقت و زیبایی او در چهاردهمین دورهٔ جایزه کتاب سال ایران، در بخش هنر شایستهٔ تقدیر شد.[۶]
- ۱۳۸۷، گروه تئاتر لیو، پس از اجرای نمایش، با اهدای لوحی از او تقدیر کرد.[۷]

## نقدها
بیشتر آثار نخستین احمدی، به نقد سینمایی و سینماگرانی چون برسون و آندری تارکوفسکی می‌پرداختند، و در اواخر دههٔ ۶۰ در مجلاتی چون مجله فیلم به صاحب‌امتیازی و مدیرمسئولی مسعود مهرابی منتشر می‌شدند. کار او در فلسفه، با ترجمهٔ اثری از والتر بنیامین آغاز شد که بنا به گفتهٔ خود او ترجمهٔ خوبی نبود و از بازچاپ آن جلوگیری شد. او در سال ۱۳۷۰ کتاب مهمی با عنوان ساختار و تاویل متن در دو جلد نوشت و در آن به شرح و معرفی آرای بسیاری از اندیش‌مندان مانند رولان بارت، ژاک دریدا، ژولیا کریستوا، پل دومان، اومبرتو اکو، تزوتان تودوروف، یاکوبسن، گریماس، پیرس، شلایرماخر، دیلتای، گادامر، پل ریکور، لوی استروس، میشل فوکو، ژان فرانسوا لیوتار، ژیل دولوز، ژرژ باتای پرداخت که برای فارسی‌زبانان ناآشنا بودند. کتابی با این حجم و مضمون، و چنین منسجم و جامع در فارسی نبود.

### نقد اجتماعی
احمدی یکی از پیش‌گامان نقد مدرنیته در ایران است. او در معرفی بسیاری از اندیشمندان و فیلسوفان غربی بسیار کوشیده، و نسلی از جوانان علاقه‌مند به فلسفه را با اندیشه‌های مدرن و پسامدرن آشنا کرده‌است. او در سخن‌رانی‌هایش در دانشگاه‌های ایران همواره به مسائل اجتماعی و سیاسی ایران معاصر توجه داشته‌است.

## دیدگاه‌ها
- هر کس که در جریان یک فعالیت فکری بکوشد و موفق شود که سه وظیفه زیر را انجام دهد کاری روشنفکرانه کرده‌است: ۱) فعالیت فکری اش را در جهت گسترش افق گفتمانی خاص قرار دهد، و قلمرو کارکردی آن گفتمان را دقیق تر کند؛ یعنی با روشن کردن امکانات بیانی آن گفتمان، و نشان دادن اینکه در گستره اش چه می‌توان گفت و چه نمی‌توان گفت، بر دامنه امکانات بیان بیفزاید؛ ۲) ارتباط گفتمان را با زندگی اجتماعی و با «صورت بندی دانایی» و سامان حقیقت، و نیز با سازوکار قدرت (شبکه پیچیده قدرت اجتماعی) تا حدودی روشن‌تر کند و این نکته را به بحث بگذارد؛ ۳) حلقه‌های ارتباط گفتمان خاصی را با برخی از دیگر گفتمان‌های رایج مستحکم کند، و در حالتی بهتر موجب پیدایش حلقه‌هایی تازه شود؛ یعنی به استدلال در گفتمان‌های گوناگون، و استنتاج نکته‌ها از مدارهای گفتمانی نوظهور توانا باشد.[۱۱]
- هنرمند هر چند که بگوید مخاطب برایش مهم نیست همراه این حرف دارد اعتراف می‌کند که مخاطب برایش مهم است. هنر تنها در ارائه به دیگران معنا پیدا می‌کند.[۱۲]